# Світ-кільце
«Світ-Кільце» (англ. Ringworld) — науково-фантастичний роман Ларрі Нівена, опублікований 1970 року. Книга отримала кілька престижних жанрових нагород: премію Неб'юла 1970 року, а також премії Г'юго і Локус 1971 року. Книга багаторазово перевидавалася та перекладалася іншими мовами, ставши одним із найкращих романів Нівена.
Дія роману відбувається у всесвіті «Відомого космосу». Інопланетний авантюрист набирає команду для досліджень таємничого Світу-Кільця, збудованого невідомою цивілізацією. Але потрапивши туди, дослідники опиняються в пастці. Надалі автор написав три продовження, разом з якими роман складає однойменну серію.

## Сюжет
2850 рік за земним літочисленням. На Землі чоловік Луї Грідлі Ву святкує своє 200-річчя. Попри вік, Луї перебуває в чудовій фізичній формі завдяки препарату, що дає довголіття. Він зустрічає інопланетянина з раси «ляльководів» Несса, який пропонує йому таємничу роботу. Заінтригований Луї погоджується. До команди приєднується кзін Мовець-до-тварин і людська жінка Тіла Браун, у яку Луї закохується.
Команда прибуває на рідну планету ляльководів, де їхній лідер Гайндмоуст (Краще-Всіх-Захований) розкриває подальшу місію — дослідити штучний Світ-Кільце і з'ясувати чи становить він небезпеку. Кільце розташоване навколо невеликої зорі, його радіус приблизно дорівнює радіусу орбіти Землі. Внутрішня поверхня, освітлювана зорею, має ландшафт і атмосферу, придатні для життя. Для дослідження Гайндмоуст надає свій зореліт, швидший за будь-який транспорт людей або кзінів.
На підльоті до Світу-Кільця зореліт атакує система протиметеоритного захисту. Апарат стикається з уламками дроту й падає на Кільце біля гори, названої Кулак Бога. Гіперпривід для надсвітлових польотів лишається цілий, але термоядерний двигун для звичайних польотів непоправно пошкоджений. Екіпаж береться за пошуки способу вивести зореліт у космос.
Дослідники спершу намагаються дістатися до країв Кільця на летючих мотоциклах, але в Тіли настає «шосейний транс», тому від плану доводиться відмовитись. Пізніше дослідники виявляють руїни міста, населені примітивними людьми. Місцеві жителі сприймають гостей за богів, котрі створили Кільце. Але потім вони нападають на експедицію, вважаючи її технології богохульними.
Несс розповідає, що Тіла є результатом їхніх експериментів з селекції людей, яким завжди щастить. Мовець-до-тварин також результат селекції зі зменшення агресії кзінів. Через обурення Мовця-до-тварин Несс тікає та тримається на віддалі.
Експедиція знаходить летючу будівлю, в якій знаходить карту Світу-Кільця та відеозаписи про цивілізації, що його населяли. Під час польоту через гігантський ураган, утворений над давньою пробоїною в Кільці, Тіла відокремлюється від інших. Луї та Мовець-до-тварин шукають її, але їхній транспорт потрапляє у автоматичну пастку, призначену для відлову порушників правил дорожнього руху. Несс проникає на станцію, щоб спробувати їм допомогти.
На летючій автоматичній поліцейській станції вони зустрічають Гарлопрілар Готруфан — жінку раси «містобудівників», яка обслуговує Світ-Кільце. Коли її корабель востаннє повернувся до Кільця, екіпаж виявив, що цивілізація занепала через плісняву, що пошкодила надпровідники, життєво важливі для «містобудівників». Екіпажу вдалося висадитися на Кільце, але дехто були вбиті, а інші зазнали ушкоджень мозку, коли пристрій, який дозволив їм пройти крізь Кільце, вийшов з ладу.
Тіла приходить до поліцейської дільниці в супроводі свого нового коханця, місцевого «героя» на ім'я Шукач, який допоміг їй вижити. Ґрунтуючись на карті Світу-Кільця, Луї складає план як повернутися додому. На карті немає Кулака Бога, з чого Луї робить висновок, що гора з'явилася внаслідок удару астероїда з іншого боку. На її верхівці міститься пробоїна, крізь яку зореліт міг би вилетіти, виштовхнений відцентровою силою Кільця. Команда прикріпляє свій зореліт до дільниці, яку спрямовує до пробоїни, тягнучи слідом корабель.
Тіла вирішує залишитися на Кільці з Шукачем. Луї, який раніше скептично ставився до селекції щасливих людей, тепер задається питанням, чи не була вся місія спричинена удачею Тіли, щоб вона відшукала справжнє кохання. Готруфан бажає полетіти з іншими на Землю. Зореліт вилітає крізь пробоїну та запускає гіперпривід. Луї та Мовець-до-тварин обговорюють можливість повернутися на Світ-Кільце.

## Члени експедиції до Кільця
- Луї Ву — землянин, досвідчений космічний мандрівник. Він поєднує риси різних рас, має чорне пряме волосся. Незадовго до подорожі на Світ-Кільце йому виповнилося 200 років, які він святкував на Землі;
- Несс — представник раси ляльководів Пірсона, тринога копитна істота, що має дві голови, схожі на зміїні, які водночас слугують руками, та гриву. Ляльководи мають розвинену науку, проте дуже обережні і уникають прямих контактів з іншими цивілізаціями. Несс за мірками інших ляльководів божевільний через свою допитливість і сміливість. Лише лідер ляльководів Гайндмоуст, відповідальний за усунення найбільших загроз, вважає Несса корисним. Він найстарший зі всієї команди, йому понад 200 років;
- Мовець-до-тварин — представник войовничої раси кзінів, схожих на прямоходячих котів, який ще не заслужив собі справжнього імені. Він виконував дипломатичні обов'язки перекладача на Землі, за що й отримав прізвисько. Ляльководи цілеспрямовано зменшують агресивність кзінів упродовж кількох поколінь через їхні колишні війни з людством, які кзіни постійно програвали через відсутність хорошого планування;
- Тіла Браун — безтурботна 20-річна землянка, яка є результатом селекційного проєкту раси ляльководів із виведення надщасливих людей. Усі її предки впродовж 6-и поколінь були обрані для селекції шляхом лотереї. Несс узяв її в команду, вірячи, що це забезпечить успіх.

## Параметри Світу-Кільця

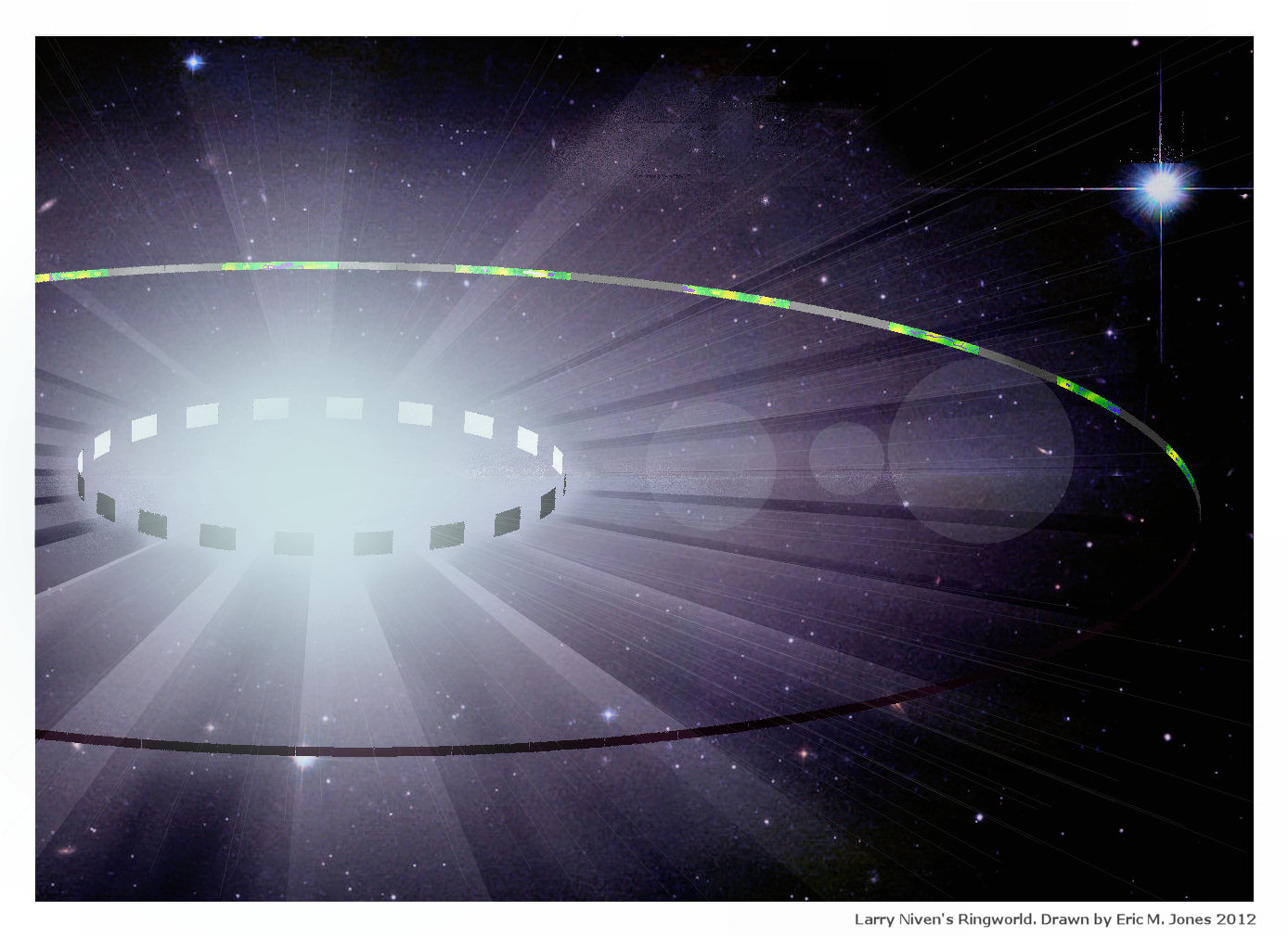
Світ-Кільце з кільцем «тіньових квадратів»

Світ-Кільце виготовлений з екзотичного матеріалу під назвою скрит (scrith). Це молочно-сірий напівпрозорий матеріал, який блокує майже все випромінювання та швидко розсіює тепло. Міцність скриту на розрив майже така, як у ядерної матерії, тому основу Кільця складає шар скриту завтовшки лише 30 метрів. Попри те сильний удар може деформувати чи пробити скрит. Саме так утворилася гора Кулак Бога, на вершині якої виникла пробоїна.
Маса Кільця приблизно дорівнює сумі всіх планет Сонячної системи. Інших космічних тіл поблизу зорі немає, тому персонажі припускають, що вся речовина пішла на будівництво Кільця. Радіус Кільця майже рівний радіусу земної орбіти. Його обертання створює відцентровою силою штучну гравітацію, еквівалентну 99,2 % земної гравітації.
Внутрішня поверхня, обернена до зорі, має площу, рівну площі 3 млн планет, аналогічних Землі. Вона вкрита ландшафтами з різноманітними біомами. Більшу частину внутрішньої поверхні займає суша з мілкими прісноводними морями. На протилежних сторонах кільця є два великих глибоководних океани з солоною водою. Стіни заввишки 1000 миль по краях утримують атмосферу.
Щоб забезпечити цикл дня й ночі, Світ-Кільце обладнаний окремим кільцем «тіньових квадратів», з'єднаних між собою «тіньовими квадратовими дротами». Коли світло зорі блокується, в його тіні настає ніч. Вдень сонце відповідно завжди перебуває в зеніті.

## Нагороди
- Премія «Г'юго» за найкращий роман за 1971.
- Премія «Неб'юла» за найкращий роман за 1970.
- Премія Локус за найкращий НФ роман за 1971.

## Адаптації

### Комікси
- «Світ-Кільце: Графічний роман» (Ringworld: The Graphic Novel, 2014—2015) — комікс у двох томах, ілюстрований Шоном Лемом[3].

### Настільні ігри
- Larry Niven's Ringworld: Roleplaying Adventure Beneath the Great Arch (1984) — настільна рольова гра за мотивами роману, заснована на системі Basic Role-Playing[4][5].

### Відеоігри
- Ringworld: Revenge of the Patriarch (1992) — пригодницька гра для DOS, розроблена й видана Tsunami Games[6].
- Return to Ringworld (1994) — пригодницька гра для DOS, розроблена й видана Tsunami Games. Продовження попередньої гри[7].

## Вплив
Ідея світу-кільця, викладена в першому романі серії, надихнула низку інших фантастів і популяризаторів науки вигадувати власні мегаструктури. Британська письменниця Роз Кейвені назвала їх «Великими дурнуватими об'єктами». Серед них космічні споруди в романах «Побачення з Рамою» (1973) та «Фонтани Раю» (1979) Артура Кларка, «Орбітсвіль» (1975) Боба Шоу, «Колонія» (1978) Бена Бови, «Лагранж-п'ять» (1979) Мака Рейнольдса, «Центрифугальний танець рикші» (1985) Вільяма Джона Воткінса.
Нівен своїм романом вплинув майже на кожного пізнішого автора космічних опер детально описаними інопланетними народами, оптимістичним баченням технологій та в піднесеними пригодами.
Прямим розвитком ідеї світу-кільця є «орбіталі» в циклі «Культура» Ієна Бенкса, розпочатому 1987 року. Своєю чергою вони стали прототипом для Гало в однойменній медіафраншизі, започаткованій відеогрою 2001 року.